# Katrine Veje
Katrine Vejsgaard Veje (født 19. juni 1991) er en dansk fodboldspiller, der spiller for A.S. Roma i Serie A og Danmarks kvindefodboldlandshold. Hun spillede for FC Rosengård i Damallsvenskan fra 2020 til 2022 og for Arsenal i FA WSL, hvortil hun kom i begyndelsen af 2019 efter halvandet år i franske Montpellier. Hun har tidligere i to omgange spillet i  Brøndby IF og i Vejle BK, Odense BK, LdB FC Malmö i Sveriges Damallsvenskan og Seattle Reign FC i National Women's Soccer League i USA.
Hun blev i 2007 hædret med prisen for Årets talent på kvindesiden. Veje har spillet på kvindelandsholdet siden 2009 og har spillet 130 landskampe (pr. 22. oktober 2021) for Danmark.

## Hæder

### Klub
LdB FC Malmö
- Damallsvenskan: 2011, 2013, 2021
- Svenska Supercupen: 2011, 2012

Brøndby IF
- Elitedivisionen: 2015, 2017
- DBUs Landspokalturnering for kvinder: 2015, 2017

Seattle Reign FC
- NWSL Shield: 2015

Arsenal
- FA Women's Super League: 2018-19
- Women's League Cup: 2019

### Landshold
Danmark
- Bronze ved EM i fodbold for kvinder 2013 (Danmark og Norge fik bronze som tabende semifinalister)
- Sølv ved EM i fodbold for kvinder 2017